# 10 (getal)
Tien is het natuurlijke getal dat volgt op 9 en voorafgaat aan 11. Het getal tien wordt weergegeven door de cijfers 10. Het getal is gelijk aan het aantal vingers aan beide handen van de mens, en het is om die reden dat het nu gebruikelijke talstelsel, het decimale stelsel, het grondtal 10 heeft.

## In de wiskunde
- De priemfactoren van 10 zijn 2 en 5.
- Ons talstelsel is gebaseerd op tien cijfers, het zogenaamde decimale stelsel. Daardoor is 10 het eerste positieve getal dat met meer dan één cijfer wordt geschreven: 10.
- Net als 10 zelf, eindigen alle tienvouden geschreven in het decimale stelsel op het cijfer 0.
- Alle positieve machten van 10 worden geschreven als het cijfer 1 gevolgd door een aantal nullen.
- Het getal 10 is een driehoeksgetal en een driehoekig piramidegetal.
- Het getal 10 is een gelukkig getal.
- Zie ook de lijst van machten van tien.

## Schaal als macht van tien
- Machten van tien worden gebruikt om de schaal of de verhouding van eigenschappen uit te drukken. Bekend is de grootteschaal van objecten in het bekende heelal, die loopt van 10−35 meter (plancklengte) tot 1026 meter (afmeting waarneembare heelal van 14 miljard lichtjaar).[1]

## Mensenleven
- Tienerjaren, de roerige overgangsfase van kind naar volwassene
- Tien is een halfstijg (een stijg is een oude aanduiding voor een twintigtal)
- Een periode van tien dagen werd na de Franse Revolutie korte tijd een decade genoemd
- Een reeks van tien opeenvolgende jaren is een decennium, bijvoorbeeld: 1940-1949 of 1680-1689.
- Bij de Romeinen begon het jaar oudtijds in maart, en zo is december Latijn voor "tiende maand".
- Tien uur in de avond wordt vaak (in Tijdnotatie) als 22.00 uur of 22:00 geschreven
- Een 10 is in Nederland het hoogst haalbare cijfer op school.

## Sport
- De tienkamp bestaat uit 10 onderdelen.
- Bij voetbal roepen fans bij een wedstrijd waarin hun club veel scoort: "Tien, tien!" om aan te geven dat het aantal doelpunten in de 'dubbele cijfers' moet komen.
- In 2002 wilde de Argentijnse voetbalbond het shirtnummer 10 afschaffen om daarmee Diego Maradona te eren. De FIFA stond dat alleen toe als Argentinië met een selectie van 22 spelers in plaats van 23 zou aantreden. Dat had de Argentijnse voetbalbond er niet voor over en het idee was van tafel.
- Een waarde van een speelkaart; een van de piketkaarten. Bij bridge is de 10 de hoogste kaart die geen honneur is. Bij toepen is het de hoogste kaart.
- Onafzienbare aantallen toptien-lijstjes.
- Kungfu: De tien tijgers van Kanton
- Bij basketbal hangt de ring op een hoogte van 10 voet (3,048 meter).

## Biologie
- De tiendoornige stekelbaars (Pungitius pungitius).
- De tienponder (Elops saurus) is een straalvinnige vis uit de familie van tienponders (Elopidae). Ook de gratenvis (Albula vulpes) is wel als tienponder aangeduid.[2]
- Tienpotigen (Decapoda) vormen een orde van geleedpotige dieren, waartoe onder andere kreeften, krabben en garnalen behoren.

## Nederlandse taal
- Tien is een hoofdtelwoord.
- Even tot tien tellen geldt als een goede remedie tegen onbezonnen gedrag.
- Nog niet tot tien kunnen tellen - zeer dom of onnozel zijn.
- Wanneer iets met bestek moeilijk te eten is, wordt men soms aangemoedigd om de 'tien geboden' (tien vingers) maar te gebruiken.
- Een 10 met een griffel krijgen, voor een ongeëvenaarde prestatie beloond worden.

## Geschiedenis
- De Tiende Penning, de door Alva ingestelde heffing van 10% op roerende goederen, was een belangrijke aanleiding tot de Nederlandse Opstand, die leidde tot de vorming van de Nederlanden.
- De tiende is een vorm van belasting die zowel in de Bijbel als in de Nederlanden vanaf de middeleeuwen tot de Franse tijd bekend was. Zie ook tiendschuur.
- De Franse republikeinse kalender kende geen weken maar decades van tien dagen, die bovendien geen 24 maar 10 uren telden.
- De Tiendaagse Oorlog, de Sloveense onafhankelijkheidsoorlog in 1991
- De Tiendaagse Veldtocht van Willem I der Nederlanden in 1831
- De Tienstedenbond in de Elzas
- Tientienhaven (Ten Ten Harbor of 1010 Harbor) is een haven van Pearl Harbor, genoemd naar het in de Aanval op Pearl Harbor belangrijke Tientiendok dat een lengte heeft van 1010 voet (308 meter). Er was ook een 1010 Pier (kade).

## Geografie
- Tiendeveen, dorp in de gemeente Hoogeveen
- Tiengemeten, eiland in de provincie Zuid-Holland
- Diverse plaatsen met de naam Tienhoven
- Tienen, een plaats in Vlaams Brabant

## Religie

### ChristendomenJodendom
In de Bijbel komt het getal tien regelmatig voor. Enkele voorbeelden:
- De Tien Geboden
- De 10 plagen over Egypte (Exodus 5-12)

### Boeddhisme
- De Tien Voorschriften voor het overgaan van leek naar monnik
- De tien ketens die de mens aan het samsara binden

### Kabbala
- Er zijn tien Sefirot, logoi of 'woorden'.

## Cultuur

### Media
- Radio 10 Gold, Nederlandse radiozender
- Diverse televisiezenders met de naam TV10
- Rondom Tien, Nederlands discussieprogramma op televisie
- 10 om te zien, Vlaams muziekprogramma op televisie
- Tien voor Taal, een quiz en taalspel op de Nederlandse en Vlaamse televisie

### Film
- 10, Amerikaanse film uit 1979
- 10 Things I Hate About You, Amerikaanse film uit 1999
- How to Lose a Guy in 10 Days, Amerikaanse film uit 2003

### Muziek
- Ten Sharp, Nederlandse rockband
- 10CC, Britse rockband

### Boeken
- Een serie van 10 boeken wordt een decade genoemd

## Overig
- 10 Downing Street is het adres van de ambtswoning van de Britse premier.
- 10 (hexadecimaal: 0A) als eerste byte van een IP-adres (IPv4) wil zeggen dat het een adres voor privé-netwerken is.
- Het cijfer 10 of nul fout geeft aan dat iemand het hoogst haalbare resultaat voor een toets of opdracht heeft gehaald.
- In Nederland werden alle telefoonnummers 10-cijferig op de 10e van de 10e in 1995 bij de Operatie Decibel.
- 010 is het netnummer van Rotterdam en het zonenummer van Waver (België).
- Europese weg 010, een Europese weg die loopt in Kirgizië.
- Spoorlijn 010, een belangrijke spoorlijn in Tsjechië.
- Het atoomnummer 10, waar Neon voor staat.
- Timmerspijkers werden vroeger aangeduid met het gewicht (in pond) per duizend. Tienponders wogen dus gemiddeld een halve gram per stuk.
- 10 is een waarde die in alle E-reeksen voorkomt, in de reeks E48, E96 en E192 als 10,0.